# 仙景台国家级风景名胜区

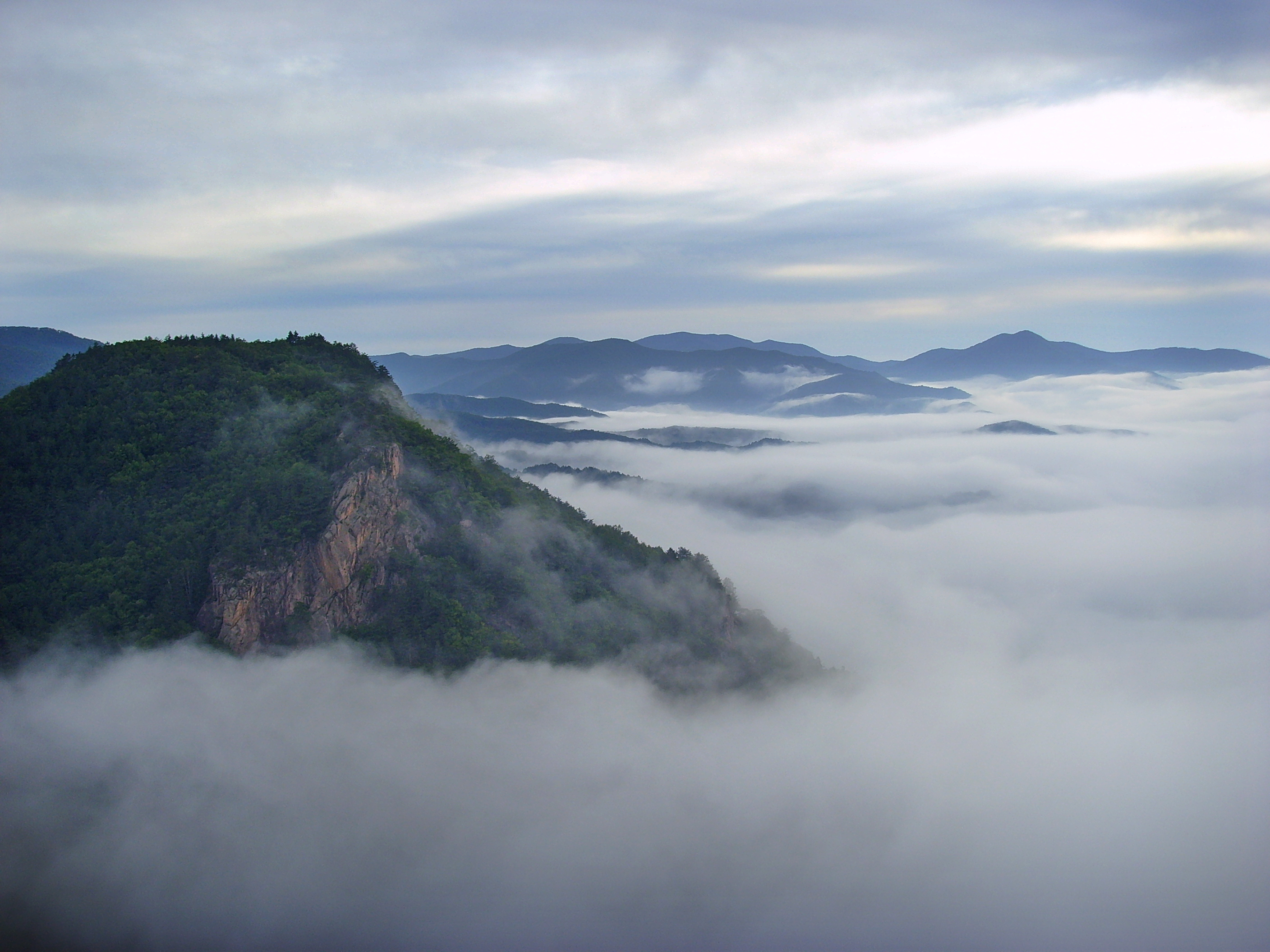
仙景台云海

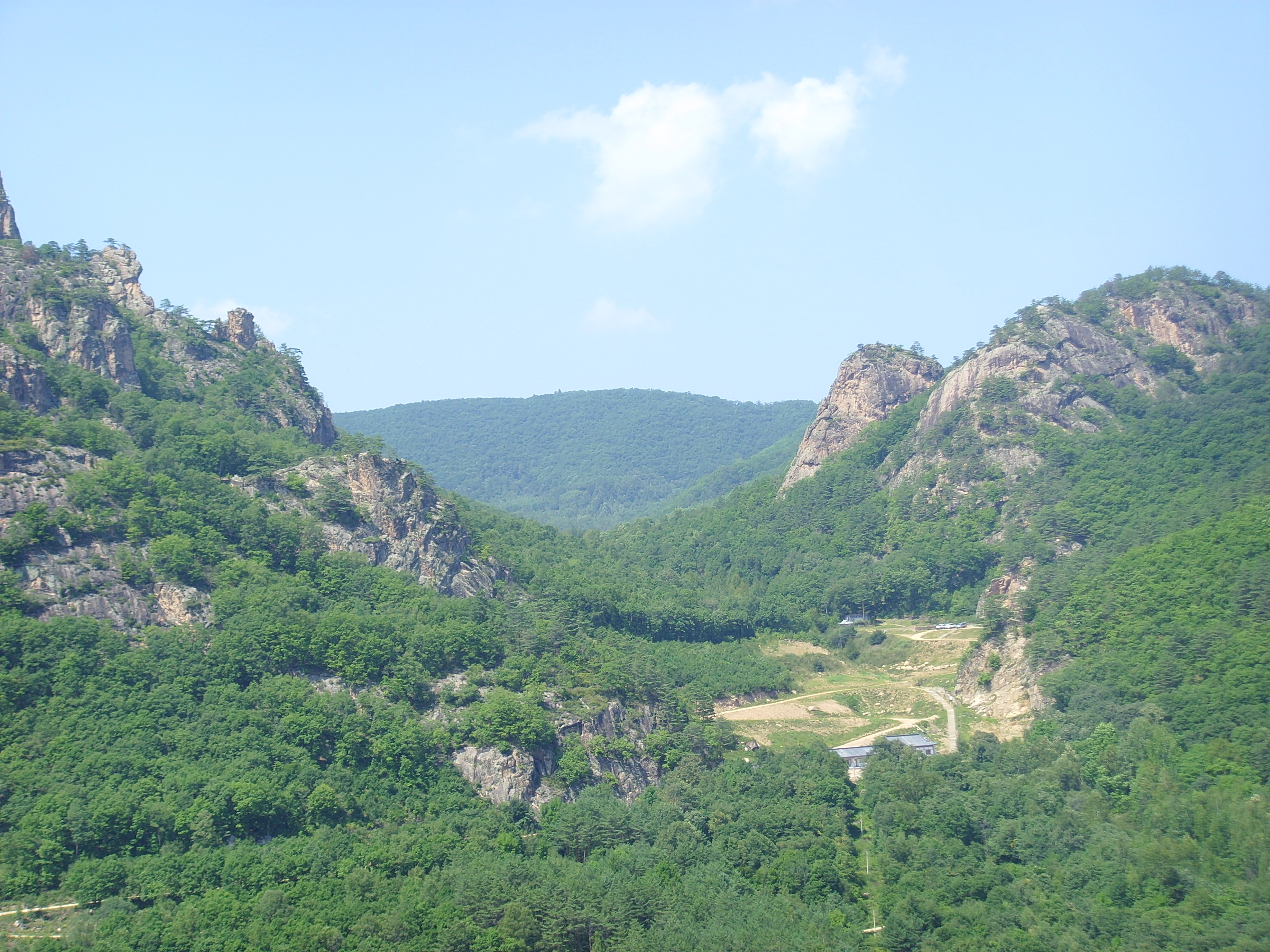
高丽峰（右）

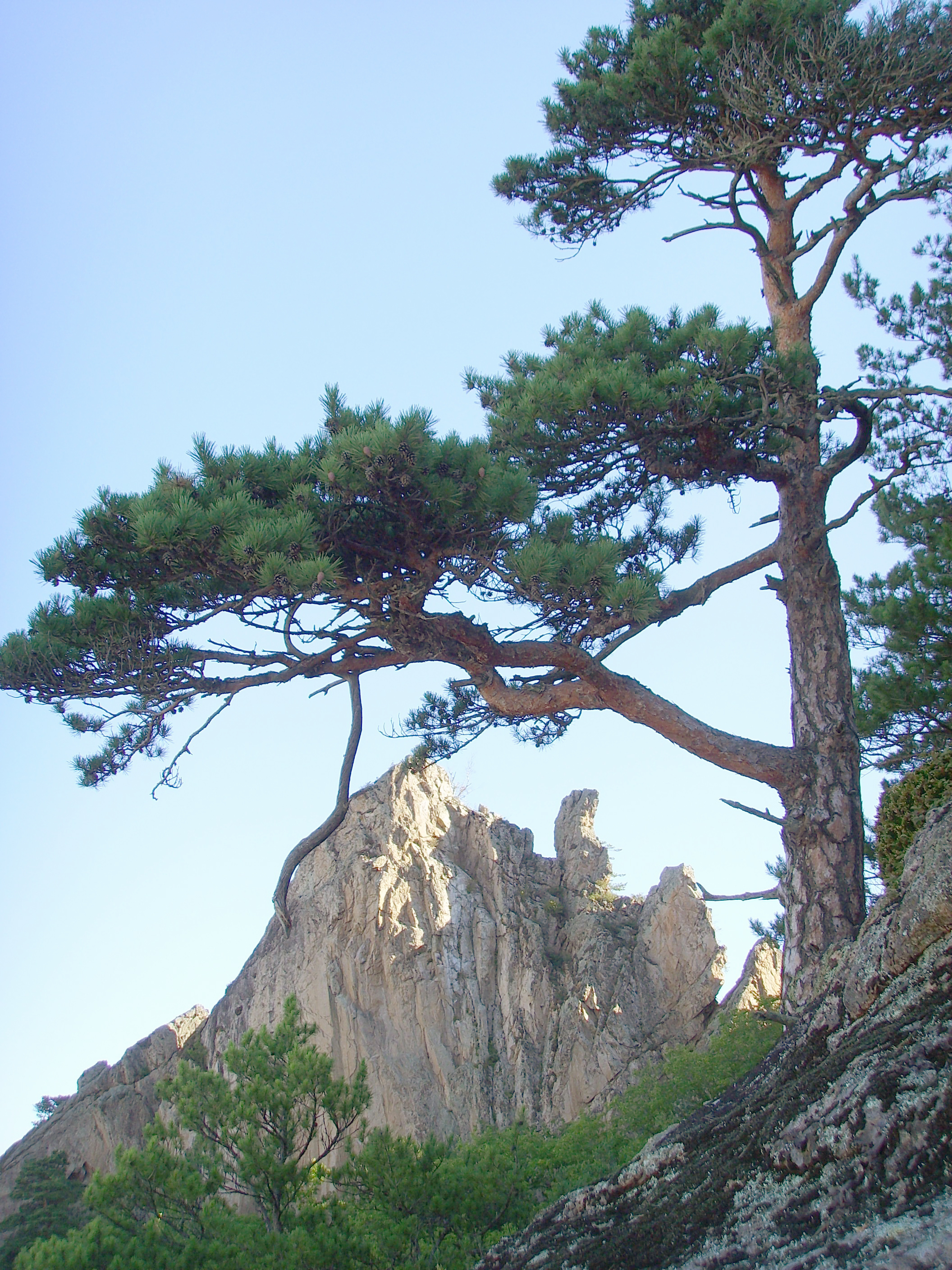
迎客松

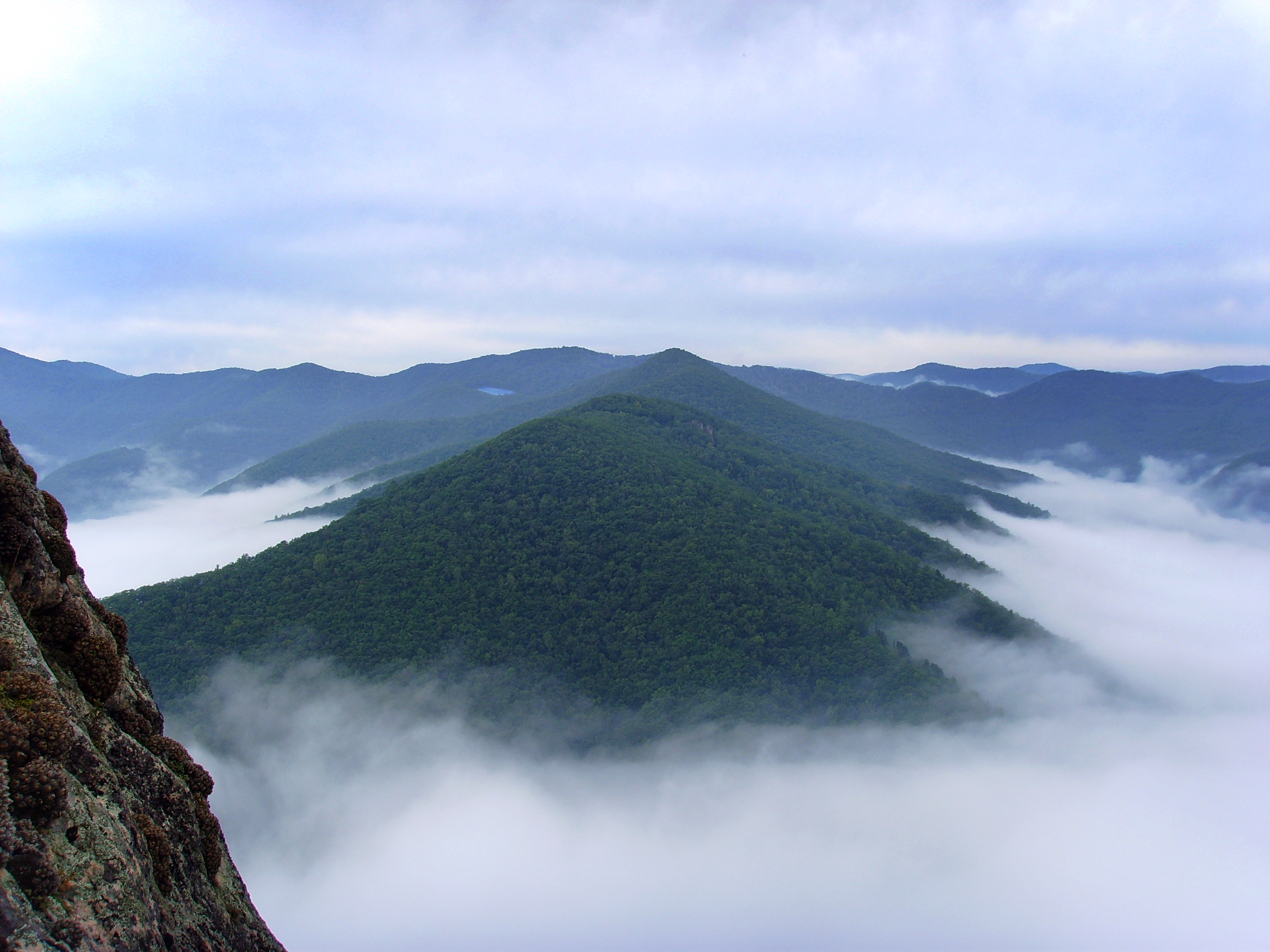
仙景台云海

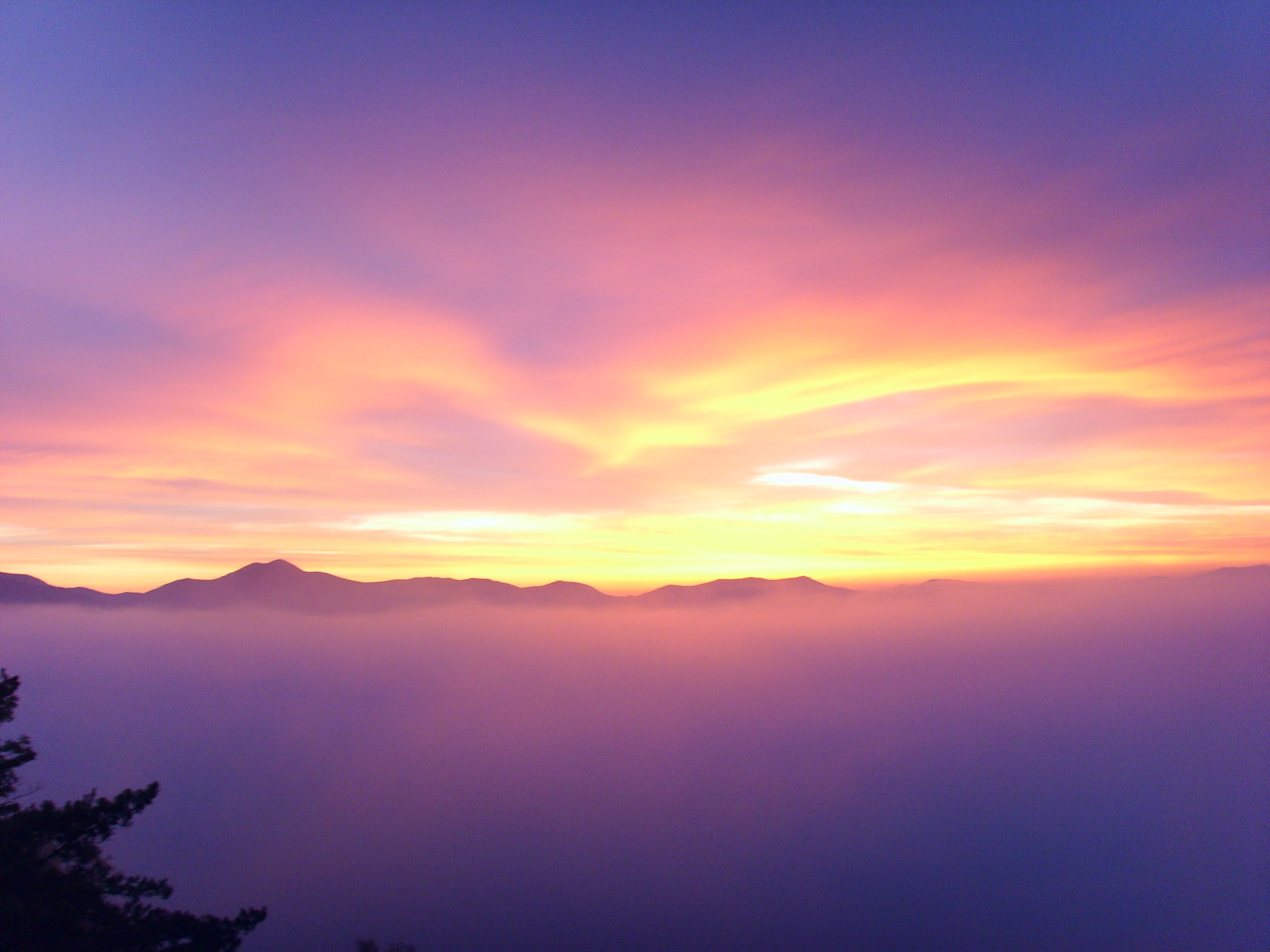
仙景台日出

仙景台国家级风景名胜区是位于中国吉林省延边朝鲜族自治州和龙市境内的国务院2002年批准的第四批国家级风景名胜区，也是国家3A级旅游景区，与朝鲜隔江相望。:317
仙景台风景区是166万年前长白山火山运动和图们江上游地质作用下形成的花岗岩峰岩地貌，总面积为43平方公里。仙景台风景区以奇峰、奇岩、奇松、奇花、奇瀑、云海日出闻名，自古就有“天下第一仙景”的美誉。:317
仙景台风景区距和龙市30公里:317，距离延边州府延吉市100公里，交通方便。和龙站（仙景台）有通往长白山二道白河站的火车。

## 主要景点
- 仙景山：海拔921米，是景区的最高峰，166万年火山运动形成的花岗岩磐石台地地貌，“横看成林、侧成峰，远近高低各不同”。[5]
- 仙景台三兄峰：海拔高920米，由花岗岩石多组裂隙和层状风化形成的，像是站在一排的三兄弟而得名。[5]
- 高丽峰：海拔845米，弧形花岗岩地貌，落差340米，造型雄伟壮丽。山峰中有神仙宫、千姿岩、仙耳岩、象鼻岩、盘龙松、弓龙松、仙丽松、长寿松等观赏价值和美学价值很高的景点。[5]
- 骆驼峰：海拔930米，由地壳运动和数千年的多组裂隙和层状风化形成，造型酷似骆驼而得名。[5]
- 七星瀑布：位于仙景台悬崖的瀑布风景景观。[5]
- 甘露泉：从七星岩石缝中溢出来的天然泉水，冬季无霜冻，不怕旱涝，泉水富含钙、磷、铁等矿物质和微量元素，具有防暑、解热、治关节等功效，被称为“神奇井”、“万病治痛水”。[5]
- 七星寺遗址：原来朝鲜族寺主主办的寺庙之一，始建于1885年。[5]
- 云海天堂：夏季每天早上3至4点，在海拨900米的长寿峰顶部可以看到霞光万丈的云海日出，10大名峰不同的峰顶和滚滚云海景观。[5]